# Bonafos Vidal
Don Bonafos (ou Bonifas) Vidal de Barcelone est un rabbin espagnol du début du XIVe siècle.

## Éléments biographiques
Don Bonafos a joué un rôle très actif dans la controverse autour des écrits philosophiques de Maïmonide, et serait à l'origine de la proposition d'excommunier quiconque s'adonne à la philosophie avant un âge « convenable. » Il a également essayé, sans succès, d'entraîner son frère Crescas, dans le camp anti-philosophique.

## Œuvre
Les deux lettres de Bonafos à son frère ont été incluses dans la collection Minhat Kenaot d'Abba Mari (pièces 45 & 491, Presburg, 1838). 
Il aurait également adressé quelques vers à Moïse-Nathan, auteur du poème éthique intitulé Totsaot Hayim (imprimé dans le Shtei Yadot de Menahem di Lonzano, pp. 142-150, Venise, 1638), mais A. Neubauer doute qu'il s'agisse du même rabbin. De même, l'identité de Don Bonafos à Bonafos Vidal de Salon, propriétaire d'un manuscrit conservé à Rome (Vatican n° 107, 7), n'est pas claire ; ce manuscrit contient une prière pour la fête de Pourim, composée par Kalonymus ben Kalonymus.

## Source
Cet article contient des extraits de l'article « BONAFOS, VIDAL » par Louis Ginzberg & Moïse Schwab de la Jewish Encyclopedia de 1901–1906 dont le contenu se trouve dans le domaine public.